# Румениця
Румениця (пол. Rumienica, нім. Rommen) — село в Польщі, у гміні Любава Ілавського повіту Вармінсько-Мазурського воєводства.
Населення — 353 особи (2011).
У 1975-1998 роках село належало до Ольштинського воєводства.

## Демографія
Демографічна структура станом на 31 березня 2011 року:
|          | Загалом | Допрацездатний вік | Працездатний вік | Постпрацездатний вік |
| -------- | ------- | ------------------ | ---------------- | -------------------- |
| Чоловіки | 186     | 48                 | 124              | 14                   |
| Жінки    | 167     | 42                 | 92               | 33                   |
| Разом    | 353     | 90                 | 216              | 47                   |